# Enguterothrix
Enguterothrix este un gen de păianjeni din familia Linyphiidae.
Cladograma conform Catalogue of Life:
| Enguterothrix | \| \| Enguterothrix crinipes \| \| \| \| \| \| Enguterothrix fuscipalpis \| \| \| \| \| \| Enguterothrix tenuipalpis \| \| \| \| |
|               | \| \| Enguterothrix crinipes \| \| \| \| \| \| Enguterothrix fuscipalpis \| \| \| \| \| \| Enguterothrix tenuipalpis \| \| \| \| |
|               | Enguterothrix crinipes |
|               | |
|               | Enguterothrix fuscipalpis |
|               | |
|               | Enguterothrix tenuipalpis |
|               | |